# Bryan Cartledge
Bryan Cartledge (né le 10 juin 1931) est un ancien diplomate et universitaire britannique.

## Biographie
Après des études au Hurstpierpoint College et au St John's College de Cambridge, il occupe des postes de recherche au St Antony's College d'Oxford et au Hoover Institute de l'Université Stanford. Il souhaite devenir diplomate après avoir été invité à aider l'ancien Premier ministre britannique et ministre des Affaires étrangères Anthony Eden dans la rédaction de ses mémoires.
Au sein du service diplomatique britannique, Cartledge sert en Suède, en Union soviétique et en Iran avant d'être nommé, en 1977, secrétaire privé (affaires d'outre-mer) du Premier ministre britannique. Il sert à la fois James Callaghan et Margaret Thatcher avant d'occuper son premier poste d'ambassadeur, en Hongrie en 1980. Il dirige ensuite le Secrétariat de la défense et de l'outre-mer du Cabinet Office, en tant que secrétaire adjoint du Cabinet britannique, avant de retourner à Moscou comme ambassadeur, où il a des relations régulières avec Mikhaïl Gorbatchev et Edouard Chevardnadze.
Cartledge quitte le service diplomatique en 1988 après avoir été élu directeur du Linacre College d'Oxford. À Oxford, il publie six livres sur les questions environnementales. Il est titulaire de diplômes en langue hongroise de l'Université de Westminster (Royaume-Uni) et de l'Université de Debrecen (Hongrie). Son histoire de la Hongrie, La volonté de survivre, répond à une aspiration née de son profond intérêt pour le pays où il a servi trois ans comme ambassadeur. Il écrit ensuite Károlyi & Bethlen : Hongrie - Les conférences de paix de 1919-1923 et leurs conséquences".